# Asklepieion von Kos

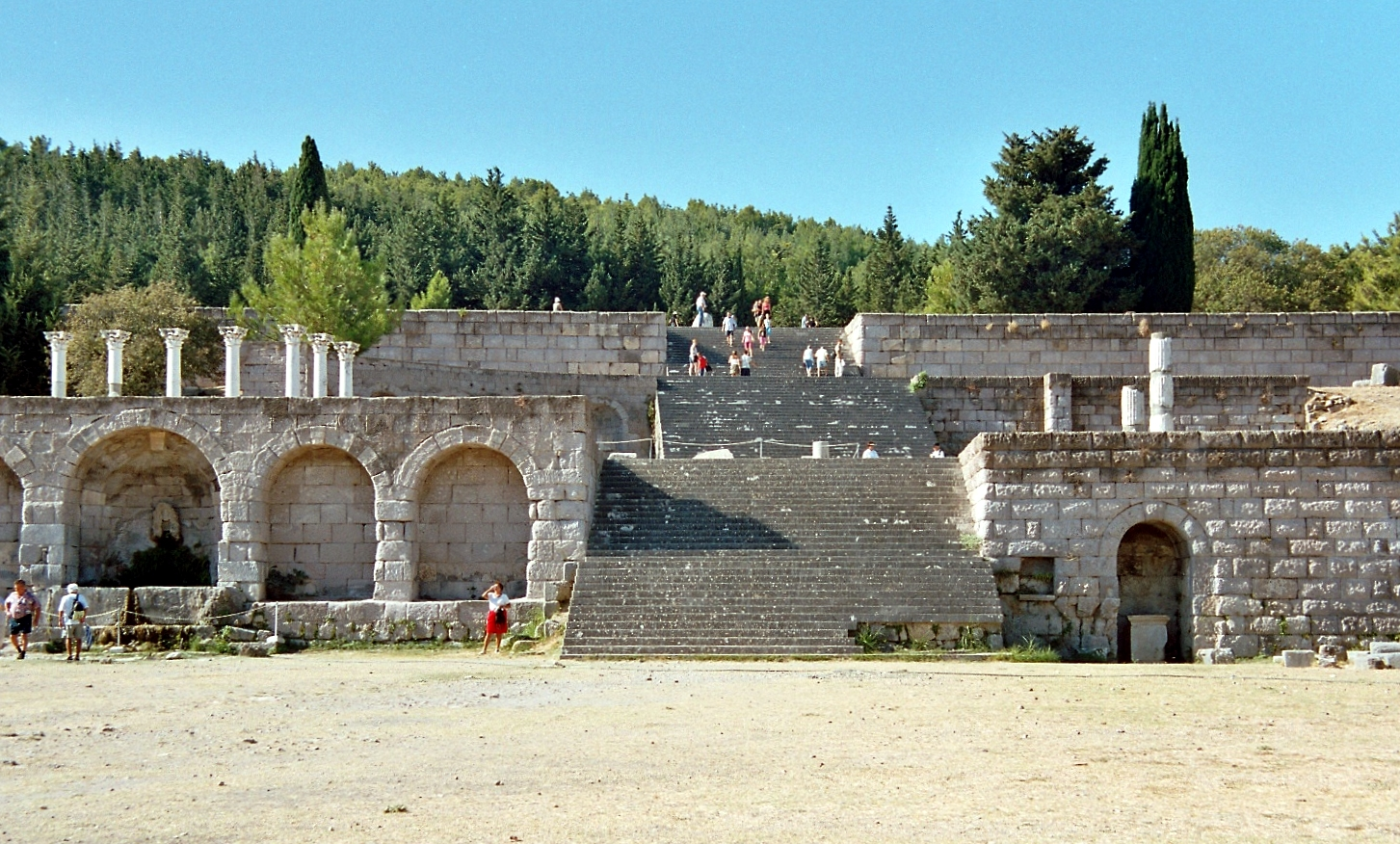
Ruinen des Asklepieions von Kos

Das Asklepieion von Kos ist die bedeutendste archäologische Stätte auf der Insel Kos. Das antike Heiligtum des Asklepios (Asklepieion) liegt knapp 4 km in südwestlicher Richtung, außerhalb der heutigen Inselhauptstadt auf einem von Zypressen bewaldeten Hügel, knapp 100 m über dem Meeresspiegel. Es wurde 1901 nach Hinweisen des von Kos stammenden Historikers Iakovos Zaraftis von dem deutschen Archäologen Rudolf Herzog entdeckt und freigelegt. Die Ausgrabungen wurden bis 1904 fortgeführt.

## Aufbau der Anlage

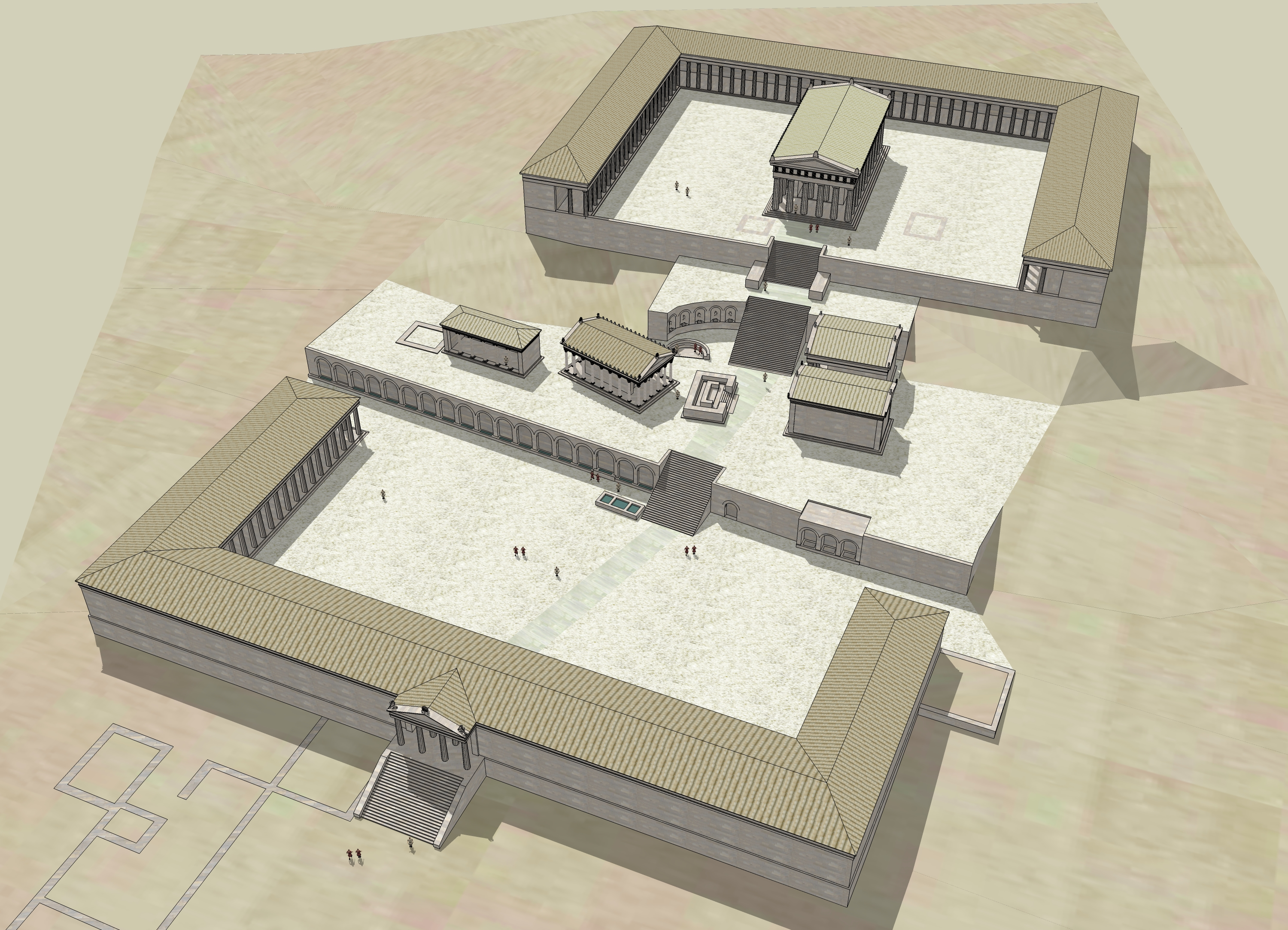
Digitale Rekonstruktion des Asklepieions von Kos

Da die Gebäude an einem Hang liegen, wurde das Asklepieion auf mehreren Terrassen angelegt und die Ebenen über imposante, marmorne Freitreppen miteinander verbunden.
Die unterste Terrasse wurde von Säulenhallen gesäumt und stammt aus dem 1. Jahrhundert n. Chr. An die Säulengänge angeschlossen waren Zimmer, wahrscheinlich Räumlichkeiten, in denen die Patienten zu der Zeit ihrer Behandlungen wohnten. Eine im südlichen Teil dieser Ebene gefundene Inschrift erwähnt den von Kos stammenden Arzt Gaius Stertinius Xenophon, Leibarzt des römischen Kaisers Claudius. Interessanterweise fand man auf dieser Ebene auch zwei unterirdische Räume. Man geht davon aus, dass diese besonderen Zimmer den Patienten mit Geschlechtskrankheiten und Lepra vorbehalten waren. Eine Gruppe von Gebäuden war dem Lehrbetrieb gewidmet und beherbergte die Medizinschule sowie ein anatomisches und pathologisches Museum, mit zahlreichen Exponaten, Illustrationen und Votivgaben. In den bogenförmigen Nischen, direkt unter der zweiten Ebene, sollen die Figuren verschiedener Götter gestanden haben.
Auf der mittleren Ebene, dem ältesten Teil der Anlage, die bis in das 4. Jahrhundert v. Chr. zurückdatiert wird, fanden die medizinischen Behandlungen statt. Hier befinden sich neben den medizinischen Badeanlagen, gespeist u. a. aus einer Quelle am Berg Dikeos, mehrere Tempel im Ionischen Baustil, die dem Asklepios geweiht waren, sowie ein später gebauter Apollon-Tempel in korinthischer Ordnung.
Auf der dritten (obersten) Ebene befand sich ein großer Marmortempel im dorischen Baustil, eine Kopie des entsprechenden Tempels in Epidauros, der Asklepios geweiht war. Ein hier gefundener christlicher Altar erinnert daran, dass der Tempel in byzantinischer Zeit als christliche Kirche diente.